# 扎特夏
扎特夏（羅馬化：Zatyshshia；又按俄语名譯為扎季希耶），是位於烏克蘭西南部敖德萨州羅茲季利納區扎特夏市镇的鎮，並為該市鎮的行政中心。該镇距離敖德薩117公里，始建於1865年，面積3.83平方公里，2011年人口3,470人，人口密度每平方公里906人。

## 備註
1. ↑  俄语：，羅馬化：Zatishye